# Jersey Knights
I Jersey Knights sono stati una squadra di hockey su ghiaccio della World Hockey Association con sede nella città di Cherry Hill, nello stato del New Jersey. La squadra fino al novembre del 1973 giocava a New York ed era nota con il nome di New York Golden Blades. Sciolti nel 1974 disputarono i loro incontri casalinghi presso la Cherry Hill Arena.

## Storia
Nell'estate del 1973 l'imprenditore Ralph Brent acquistò i New York Raiders e diede loro il nuovo nome di New York Golden Blades. Cercò di dare una nuova identità alla squadra adottando una nuova divisa viola-giallo-bianca con la particolarità dei pattini dipinti d'oro proprio come il nome della squadra.  Tuttavia l'unica scelta indovinata fu l'ingaggio di André Lacroix  dai Philadelphia Blazers.
Rispetto alla stagione precedente la situazione non migliorò, e la scarsissima affluenza causò presto gravi problemi finanziari. Già alla fine di novembre Brent dovette cedere la squadra alla lega, la quale trasferì temporaneamente la squadra nel New Jersey a Cherry Hill, non molto lontano da Philadelphia. La squadra cambiò nome in Jersey Knights e tornò a indossare le vecchie divise dei Raiders.
Presto la Cherry Hill Arena emerse per una serie di caratteristiche poco piacevoli, come l'inospitalità degli spogliatoi, il poco spazio per i giornalisti e soprattutto per l'irregolarità della superficie, con un'inclinaurta in alcuni tratti visibile a occhio nudo che condizionava la direzione del paleo. La squadra riuscì a concludere la stagione regolare ma non si qualificò per i playoff.
Nel 1974 vi furono alcune trattative per trasferire la franchigia o a Cincinnati o a Indianapolis, ma alla fine ebbe la meglio l'imprenditore californiano Joseph Schwartz il quale decise di trasferire i Knights a San Diego e di chiamarli San Diego Mariners.

## Record stagione per stagione
| New York Golden Blades - Jersey Knights |         |    |    |    |   |    |     |     |    |  |
| 1973-74                                 | Eastern | 78 | 32 | 42 | 4 | 68 | 268 | 313 | 6° |  |

## Record della franchigia

### Carriera
Gol: 31  André Lacroix
Assist: 80  André Lacroix
Punti: 111  André Lacroix
Minuti di penalità: 132  Kevin Morrison
Vittorie: 21  Joe Junkin
Shutout: 1  Joe Junkin